# Skurup (đô thị)
Đô thị Skurup (tiếng Thụy Điển: Skurup kommun) là một đô thị ở hạt Skåne của Thụy Điển. Thủ phủ là thị xã Skurup. Dân số thời điểm 31 tháng 12 năm 2000 là 13714 người.